# Klub 11 Listopada
Klub 11 Listopada – dyskusyjny klub polityczny platformę współpracy prawicowych  piłsudczyków, młodokonserwatystów i dysydentów z obozu narodowego (Ruch Narodowo-Państwowy). Protektorem Klubu był minister sprawiedliwości Witold Grabowski. 
Statut Klubu został zatwierdzony na zebraniu 13 V 1937 r. Na I zjeździe 15 I 1938 r. zostały wybrane władze: Zarząd Główny (prezes Alfred Wielopolski, Jerzy Drobnik, Władysław Kosieradzki, Olgierd Missuna, Ryszard Piestrzyński, Tadeusz Rozdejczer, Jan Szułdrzyński, Antoni Deryng, B. Podhorski, Zygmunt Wojciechowski), Sąd Klubowy (prezes Witold Grabowski, Mieczysław Kleinert, Jan Pic de Replonge, Zygmunt Rakowicz, Stanisław Koczoń) i Główna Komisja Rewizyjna (prezes Tadeusz Karszo-Siedlewski, Kazimierz Rudziński, Marian Stępniewicz, Roman Chłapowski, Feliks Jabłkowski).
Oddziały Klubu istniały w Lublinie (A. Deryng, Wacław Budrewicz, W. Klonowiecki, Stanisław Goleman, Mieczysław Tudrej, Henryk Dembiński, Franciszek Lis), Poznaniu (Z. Wojciechowski, J. Drobnik, Jan Zdzitowiecki, Alfons Ceglewski, M. Pukacki, A. Wojtkowski), Wilnie (Karol Górski, Olgierd Kryczyński, Władysław Bortnowski, Mieczysław Obiezierski, Wincenty Kowalski, Konstanty Drucki-Lubecki, gen. Rudolf Dreszer) i na Wołyniu.  
Oficjalnym celem organizacji było przygotowanie uzdolnionych młodych ludzi do działalności państwowej. W praktyce starano się wypracować syntezę ideologii endeckiej i piłsudczykowskiej. Klub prowadził działalność wydawniczą (prace m.in. Stefana Mossora, J. Drobnika i A. Derynga) i prelekcyjną (m.in. Juliusz Braun, Ferdynand Goetel i Edmund Galinat).